# Radionovella

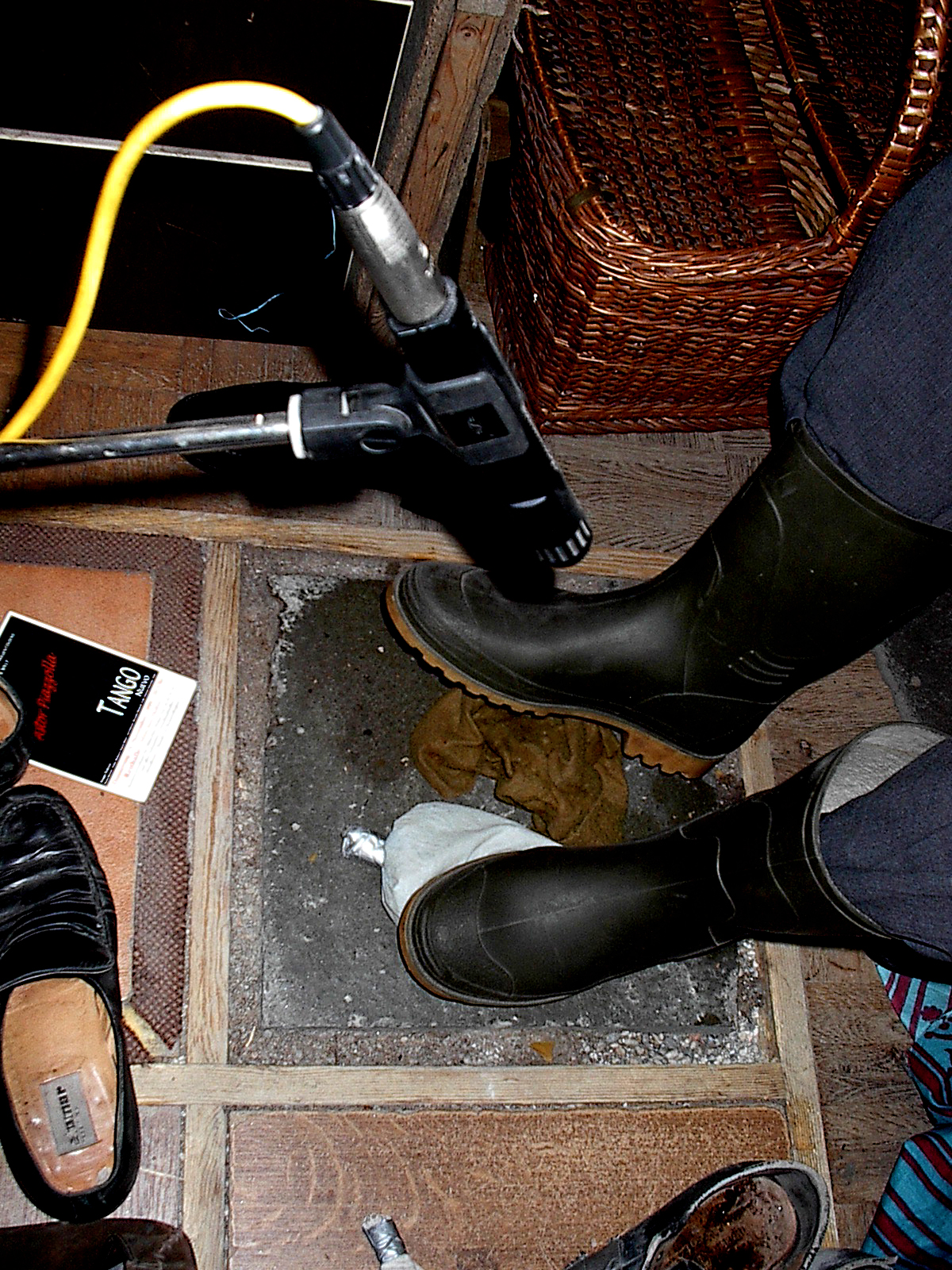
Gli effetti speciali, midollo spinale e 'cenerentola' dei dramma radiofonici.

Una radionovella (anche serial radiofonico o semplicemente serial) è un tipo di radiodramma che iniziò a essere trasmesso via radio agli inizi del XX secolo.
Se si dovesse stabilire una differenza tra radionovella e radiodramma, si potrebbe dire che, mentre la prima è una drammatizzazione trasmessa in episodi, il radiodramma ingloba qualsiasi tipo di montaggio radiofonico messo in scena e di natura drammatica o di genere teatrale. A volte, il radiodramma è un'opera completa, trasmessa senza interruzione, come il famoso montaggio di Orson Welles La guerra dei mondi, adattamento del romanzo di fantascienza La guerra dei mondi, di H. G. Wells.

## In Argentina

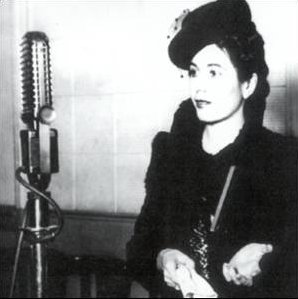
Eva Perón divenne famosa come attrice di radiodramma agli inizi degli anni '40 del Novecento. Qui, a Radio Belgrano, nel 1941.

Il primo esempio di radiodramma sceneggiato in Argentina fu probabilmente La carezza del lupo, di Francisco Mastandrea, alla fine degli anni '20 del Novecento. Tuttavia, il grande decennio d'oro sarebbe quello degli anni '40. In particolare, nel mezzo delle popolari radionovelle, è cresciuta la fama, in seguito universale, di Eva Perón.
I Pérez García, un lungo serial su una famiglia tipica argentina, è stato forse quello più di spicco nel decennio del 1950. Più tardi, si sarebbero creati prodotti più innovativi e ancora popolari, come il serial inquadrato nella letteratura poliziesca o noir Buona Arie Furia.

## In Cile
Oltre al Il sinistro Dottor Mortis, creato da Eva Mrtinic e Juan Marino, si considera come pioniere delle storia radiofoniche in Cile Eduardo Calixto, per la sua opera Casa, dolce casa!, concepita secondo l'autore in un bar di Santiago, dove ha scritto in un tovagliolino la trama di una serie che venne trasmessa per più di 40 anni.

## In Costa Rica
Il Centro di Comunicazione Voces Nuestras (Voci Nostre) ha prodotto una serie di radionovelle con un approccio politico e educativo all'interno di un involucro melodrammatico tradizionale, affrontando temi come l'emigrazione, la vita dei minatori o la violenza domestica.  Tra tali produzioni troviamo:
- Popolo di Paso, trasmessa da 184 radio in America Latina, incluse 10 radio ispaniche negli Stati Uniti. Comprendeva musica di Perrozompopo, Papaya Music, Miriam Jarquín e Guillermo Anderson.[5][6]

## A Cuba
Come in tanti altri paesi ispanoamericani, la radionovella d'avventura e strappalacrime ha ottenuto altissime quote di popolarità tra l'audience cubana. Ciò venne dimostrato da La collana di lacrime, serial di José Sánchez Argilla che con i suoi 965 episodi è stato la radionovella cubana di maggiore durata e la cui trasmissione si è conclusa il 31 dicembre del 1946. Allo stesso modo, nella storia sentimentale cubana rimane il ricordo di Félix B. Caignet e la sua grande opera Il diritto di nascere, anche se, probabilmente, si deve la sua continuità all'adattamento televisivo che si fece, non solo a Cuba, ma anche in molti paesi dell'America Latina.

## In Spagna
Le emittenti spagnole pioniere nell'emissione di serial popolari e storicamente più importanti a livello nazionale sono state Cadena SER e Radio Nacional de España. Cadena SER ha raggiunto il suo zenit di popolarità con sceneggiati come Ama Rosa o Semplicemente María, quest'ultimo trasmesso tra il 1971 e il 1974, che raggiunse i 501 episodi quotidiani di un'ora. Uno degli ultimi sceneggiati più popolari di questa emittente è stato La Saga dei Porretas, emessa tra il 1976 e il 1988.
Tra i gioielli di Radio Nacional de España, è importante ricordare l'adattamento Il viaggio a nessuna parte, radionovella che venne filmato e trasmesso nel 1983.
L'ultimo programma di radiodramma di trasmissione regolare nazionale in Spagna è stato Storie, trasmesso su Radio 1 di Radio Nacional de España fino a settembre del 2003.
Radio 3, nel 2000 e con la regia di Federico Volpini, ha recuperato lo spirito del serial radiofonico con un innovativo spazio di radiodramma in chiave fumettistico fantastico intitolato Quando Juan e Tula sono andati a Siritinga, creato da Carlos Faraco. È stato trasmesso per un totale di 86 episodi di circa dieci minuti.
Come spazio secondario per la ricerca sonora e più vicino a quello musicale, occorre menzionare Ars Sonora, programma trasmesso settimanalmente tramite Radio Classica di Radio Nacional de España e che, dalla sua fondazione nel 1985, ha offerto più di un centinaio di opere di radiodramma.

## Negli Stati Uniti
Negli anni trenta furono molto popolari negli Stati Uniti sceneggiati come Lone Ranger e Calabrone Verde, personaggi mascherati creati da George W. Trendle e Fran Striker, che sono nati per la radio e che, in seguito, sono stati creati per altri mezzi come il serial cinematografico, televisione e fumetti.

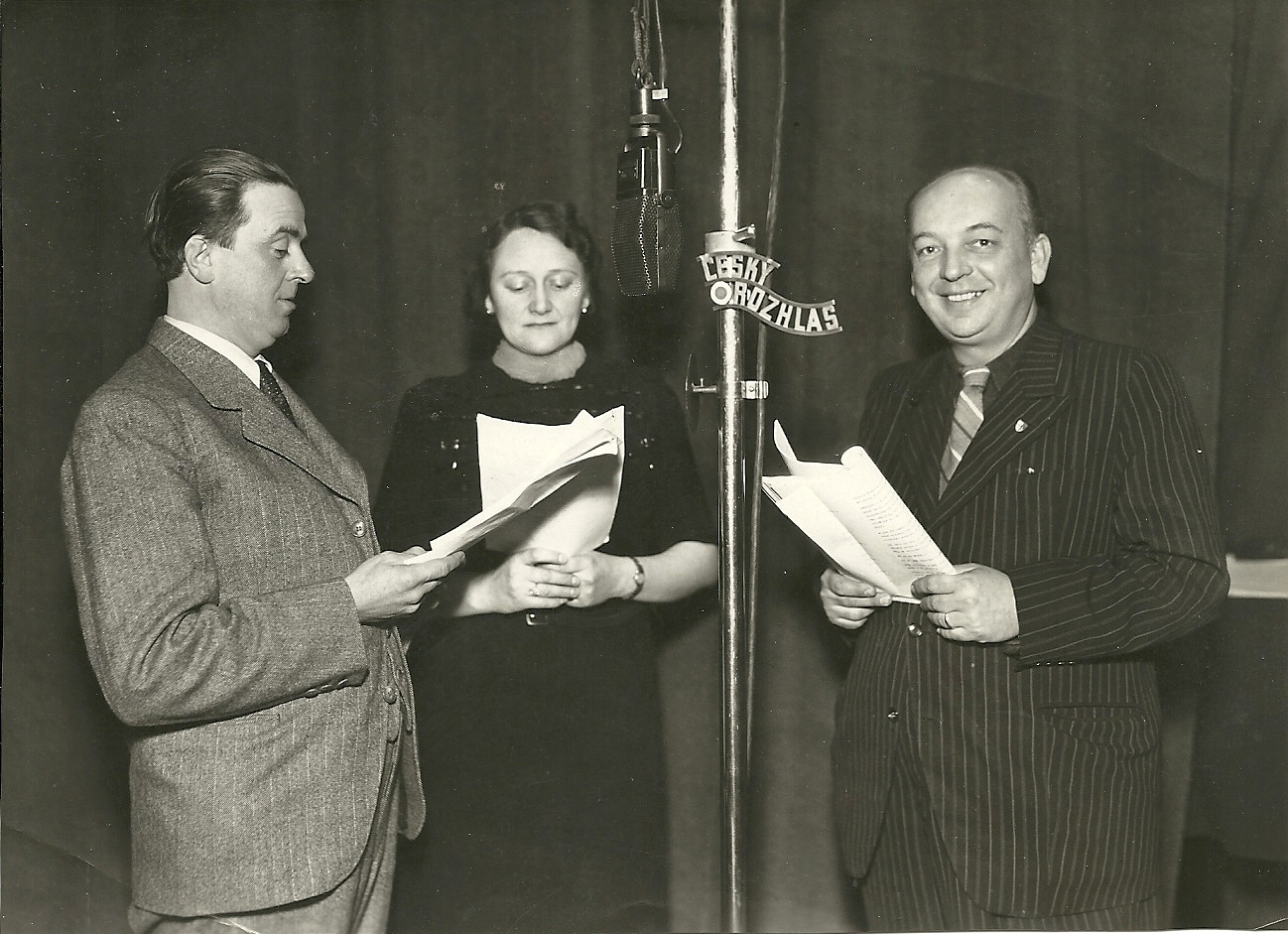
Attori drammatici cechi davanti al microfono.

## Nel Regno Unito
Le eccellenti produzioni britanniche, con elaborate radionovelle dedicate a personaggi come Sherlock Holmes o all'opera poliziesca di Agatha Christie, hanno trattato anche in maniera reiterata l'opera di Tolkien, la cui prima produzione della BBC data 1955: una drammatizzazione del Signore degli Anelli (serial radiofonico del 1955), riassunta in dodici episodi e trasmessa in due parti. Più tardi, vennero fatti altri due adattamenti radiofonici, nel 1979 e nel 1981.

## In Honduras
In Honduras risaltano le serie I fumetti di Frijol il Terribile di Carlos Salgado e Storie e Leggende dell'Honduras di Jorge Montenegro.

## In Messico
Alcuni studi conferiscono alla XEW la paternità del primo serial radiofonico trasmesso in Messico. "Nel 1932, il regista Alejandro Galindo e suo fratello Marco Aurelio hanno creato la prima radionovella trasmessa in quella emittente, un adattamento del classico di Dumas I tre moschettieri. Tuttavia, l'inizio del decennio d'oro dei serial sulla XEW non arriverà fino al 1941, con la serie Volatile senza nido, che narrava la vita di Anita di Montemar".
Forse uno dei personaggi di radionovelle più popolari in Messico (e dopo in America Centrale, Colombia e Ecuador) è stato Kalimán, nato nel 1963 e traslato in seguito in fumetto nel 1965.
Un professionista del mezzo radiofonico, Vicente Leñero indicò alcune linee guida o espedienti letterari per ottenere un melodramma radiofonico secondo la sua esperienza come regista della XEW (in serial come Tra il mio amore e il tuo, Il sangue basso del fiume, Nozze di argento, La brutta): "Strutturare trame mensili, settimanali, quotidiane; abbozzare analisi psicologiche dei personaggi; pianificare momenti di suspense leggeri prima della pubblicità, momenti di suspense sconvolgenti alla fine dell'episodio, grandissimi momenti di suspense nell'ultimo episodio della settimana".

## In Uruguay
Alla fine del decennio del 1920, le stazioni radio uruguaiane trasmettevano opere di teatro nelle sale da concerto di Montevideo. Nel 1930, si formarono i primi gruppi di attori o cast radiodrammatici diretti da Concepción Olona e i coniugi Pedro Becco e Teresa Lacanau, adattando grandi successi della Letteratura Universale. La radionovella propriamente detta nacque nel 1934, con la creazione de Le Avventure di Carlos Norton (produzione di Heraclio Sena per CX 22 radio Fada), e poco dopo Brochazos Camperos (1935, CX 14 radio El Espectador) e La Querencia.